# Haptène
Un haptène est un des deux éléments constitutifs d'un antigène : c'est une substance de faible poids moléculaire (généralement un polysaccharide) dont la structure varie avec chaque antigène et dont dépend sa spécificité. C'est elle qui réagira avec l'anticorps correspondant mais ne peut à elle seule en provoquer la formation. Cette dernière se produit seulement après association à l'haptène d'une substance protidique ou polysaccharidique : le porteur ; cette association est indispensable pour conférer à l'haptène un pouvoir immunogène.
L'immunochimie des haptènes est due à Karl Landsteiner, dans les années 1910.

## Types d'haptènes

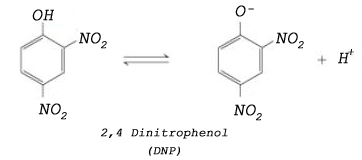
2,4 Dinitrophenol / DNP

- Haptène à fonction réactive : 2,4 Dinitrophenol ou DNP.
- Un peptide de petite taille peut également réagir comme un haptène.

Les haptènes nécessitent donc un couplage avec une molécule transporteuse afin d'engendrer une immunogénicité.

## Types de Transporteur
- Hémocyanine
- Albumine Bovine
- Ovalbumine

## Couplages Haptènes-transporteur

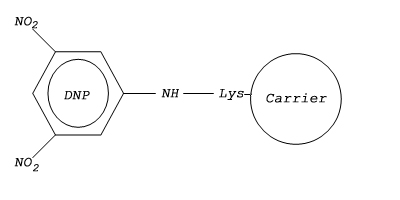
DNP - transporteur

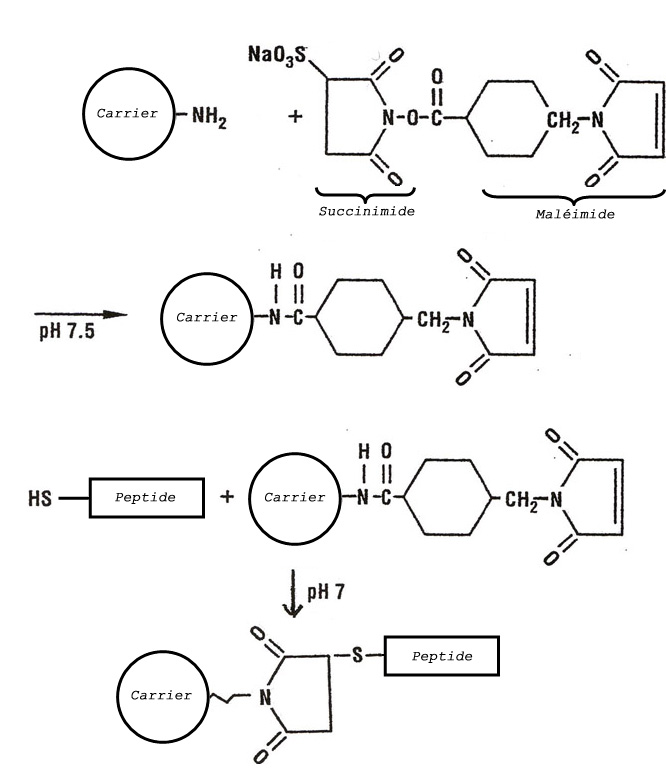
DNP - par transporteur par activation du Maléimide

Il existe plusieurs techniques de couplage peptides/haptènes-transporteur:
- Couplage du DNP à fonction réactive.

Couplage possible avec une Lysine du carrier.

On détermine le degré de substitution à savoir le nombre de DNP par transporteur (généralement de 6 à 10).

- Couplage par le Succinimide Maléimide activé.

Technique la plus utilisée pour le couplage haptène-.
transporteur
Interaction à pH neutre entre le maléimide et un résidu thiol du peptide.
- Couplage par oxydation douce par l'acide périodique.
- Couplage par utilisation du Carbodiimide.
- Couplage par utilisation du Glutaraldehyde.

## Cas de la Pénicilline
La pénicilline contient un cycle béta-lactame qui à pH neutre peut s'ouvrir permettant l'association avec des protéines sériques, souvent l'albumine, induisant ainsi la formation d'une molécule immunogène et antigénique conduisant donc à une réaction allergique dirigée contre la pénicilline.